# 스탠바이, 웬디
《스탠바이, 웬디》(영어: Please Stand By)는 미국에서 제작된 벤 르윈 감독의 2017년 코미디 드라마 영화이다. 다코타 패닝 등이 출연하였고, 라라 알라메딘 등이 제작에 참여하였다. 다양한 영화제에서 상영된 이후 2018년 1월 26일 극장과 VOD로 동시 개봉되었다.

## 출연
- 다코타 패닝
- 토니 콜렛
- 앨리스 이브
- 리버 알렉산더
- 패튼 오즈월트
- 말라 기브스
- 마이클 스탈데이비드
- 제시카 로스
- 토니 레볼로리
- 제이컵 와이소키
- 스테퍼니 앨린
- 로빈 와이거트
- 로라 이네스

## 기타 제작진
- 배역: 리처드 힉스
- 미술: 존 콜린스
- 세트: 테이머 바눈
- 의상: 애니 블룸